# 가스냉각 고속원자로
가스냉각고속로(GFR)는 냉각재로 헬륨(He), 수증기, 공기, 또는 CO2 등의 기체를 사용하고 고속(고에너지) 중성자에 의한 핵분열 반응으로 발생한 열에너지를 이용하는 원자로다. He을 제외한 다른 기체들은 몇 가지 고려사항에 의해 1980년 대 초반에 모두 배제되었으며, He의 화학적 불활성, 구조재와 양립성, 단상 기체, 낮은 방사화, 낮은 중성자 감속 성능 등의 장점을 활용하는 연구가 1960년대 초반부터 이어져 왔다.
GFR은 개발 초기부터 소듐냉각고속로(SFR)의 장기적인 대안으로 검토되었다. 이에 따라, SFR 시스템에서 소듐(Na)을 He으로 대체하고, 연관하여 발생하는 설계이슈들을 GFR에 적합하도록 해결하는 방법으로 개발되어 왔으므로 개념은 SFR과 많은 부분을 공유한다. 냉각재로서 He을 사용하므로 초고온가스냉각로(VHTR)와 노심을 제외한 일차 열전달계통 및 동력변환계통 기술을 공유할 수 있다. 따라서 GFR 개발은 SFR 및 VHTR 기술과 중첩되는 부분은 그대로 이용하고 GFR 특정이슈(핵연료 개발, 잔열 제거 등)에 집중하고 있다.
GFR은 아직 실험로 조차 건설된 적이 없어서 실용화까지는 시간이 걸릴 전망이다. GFR은 제4세대 원자력시스템 국제포럼(GIF, Generation IV International Forum)에서 6개 미래원자로 노형 중의 하나로 선정되어 2010년까지는 2400MWt급 GFR 예비개념설계가 수행된 적이 있으며, 현재는 체코가 주도하는 EU 콘소시움이 75MWt급 실험로인 ALLEGRO를 개발하고 있다. 1960년대부터 GFR 개발에 지속적인 노력을 기울여온 General Atomic(GA)사는 EM2 라는 초장주기 수명(30년) GFR을 개발하고 있다.
GFR은 노심 출구온도가 850°C에 이르고 SFR과 VHTR의 장점을 모두 갖추고 있는 GFR 개발이 완료되면 전력 생산뿐만 아니라 핵분열 생성물인 고독성/고방사성 핵종(사용후핵연료)의 핵변환 등 다목적 에너지원으로 활용을 기대할 수 있다.
- GFR 노형 [좌: ALLEGRO(75MWt, EU), 중:GFR(2400MWt, EU), 우:EM2(500MWt, 미국)]

## 핵연료 및 핵연료집합체
핵연료로는 금속(U-Zr, U-TRU-Zr), 산화물(UO2, UO2+PUO2), 질화물(U-Pu-N), 탄화물(U-Pu-C) 연료 등이 고려되고 있으며, ALLEGRO 경우, 초기에는 기술이 검증된 산화물 연료와 오스테나이트 계열의 피복관을 채택하여 노심출구온도 560°C 정도로 운전할 계획이다. 장기적으로는 탄화물 연료와 세라믹 복합재료인 SiCf/SiC를 피복재로 사용하여 850°C의 노심출구온도 운전을 목표로 하고 있다.
핵연료는 봉 형태로 개발 중이며 연료봉의 하부에 핵분열 생성기체를 가두어 두는 가스 플레넘이 있다. 봉 형태 이외에 피복입자 또는 분산연료 기반 평판 적층형, 블록형 등의 형태도 개발 대상이 되고 있다.
연료봉 핵연료집합체 경우에는 냉각재 He의 낮은 열전달 특성으로 인해 냉각재 유로가 커져야 하므로 spacer grid를 이용하여(소듐냉각 고속로 연료경우에는 와이어를 사용) 핵연료봉 간 간격을 유지한다. 핵연료집합체는 중성자 이용 향상과 고속중성자 피폭에 의한 노심 내부구조물(제어봉 안내관, 핵연료 이송장치, 핵연료집합체 지지판 등)의 손상을 방지하기 위하여 핵연료영역의 상·하부에 반사체를 설치한다. 노심냉각의 효율성을 높이기 위해 핵연료집합체별 냉각재 유량 조절이 필요하므로 핵연료집합체는 육각형 형상을 갖는 덕트(duct)로 감싸져 있으며, 냉각재 유량은 핵연료집합체 상부에서 조절된다.
GFR은 냉각재로 He을 사용한다는 측면에서는 VHTR과 유사하지만, VHTR에서와 같이 대량의 흑연을 이용하여 붕괴열(decay heat)을 잠열로 흡수하여 일시적으로 핵연료의 온도 상승을 완화해주는 열완충 구조물이 없다. 따라서 제4세대 원자로에서 강조되는 피동잔열제거 기능을 수용하기 위해서는 한시적으로는 2,000°C까지의 높은 온도에서도 핵분열생성물이 누설되지 않도록 피복관의 건전성(기밀성)을 확보할 필요가 있다. 피복관(내열 금속 혹은 세라믹 복합재료)의 건전성은 GFR의 핵심 요소기술이다.

## 반응도 제어 및 원자로 정지
핵연료의 연소 또는 출력 변화에 따른 노심 반응도 조절은 제어봉의 삽입과 인출로 이루어진다. 제어봉은 B4C 또는 중성자를 잘 흡수하는 물질로 이루어져 있으며, 개별 봉 단위가 아닌 봉이 다발로 묶인 집합체 형태로 원자로 노심에 삽입 또는 인출된다. 경수로에서 제어봉을 핵연료집합체 내부의 일정한 위치에 삽입하는 것에 비해 GFR에서는 제어봉집합체는 핵연료집합체의 외부에 삽입된다. 유럽형 GFR 설계에서는 노심 상부에 핵연료 이송 장치가 설치되므로 제어봉은 원자로압력용기 아래 외부에서 노심으로 삽입된다. 이에 반해 미국 GA사의 콘크리트 매립형인 EM2 원자로는 제어봉이 노심 상부에 위치한다.

## 원자로계통
GFR은 일차열전달계통, 동력변환계통, 잔열제거계통, He보조계통 등으로 구성된다. 냉각재인 He은 불활성 기체여서 다른 물질과 반응을 하지 않으므로 비등수형 원자로(BWR)처럼 열교환기 없이 원자로에서 가열된 He 냉각재로 터빈을 직접 구동시키는 동력변환 시스템이 2001년 제4세대 원자력시스템 국제포럼 출범 시 제안되었다. 그러나 최근에는 에너지변환 효율성 제고 및 일부 기술적인 문제로 일차열전달계통과 동력변환계통이 열교환기를 통하여 연계되는 동력변환계통만이 연구·개발 중이다. GFR은 loop형만 개발되고 있으며, 주열교환기와 냉각재펌프가 원자로 압력용기 외부에 설치된다.

### 일차열전달계통(Primary Heat Transport System)
일차열전달계통은 핵분열 에너지를 주열교환기를 통해 동력변환계통으로 전달하며 원자로냉각재의 경계선이다. 일차열전달계통은 노심, 원자로용기 및 내부구조물, 주순환펌프, 주열교환기로 구성되며 냉각재 He은 일차열전달계통 loop을 순환한다. 일차열전달계통 펌프는 날개바퀴(impeller)의 회전에 의해 유량을 발생시키는 기계식 펌프가 이용된다. 원자로용기 상부에는 핵연료 재장전을 위한 핵연료 취급 및 이송장치가 있으며, 소듐냉각 고속로와 같이 원자로 용기를 개방하지 않고 핵연료를 교체한다.

### 동력변환계통(Power Conversion System)
동력변환계통은 열에너지를 전기에너지로 변환하는 계통이다. 노심에서 생성된 열은 일차열전달계통을 거쳐 주열교환기에서 이차계통 작동기체(20He-80N2) 온도를 상승시켜 터빈과 발전기를 구동시킨다. 발전기와 터빈을 거친 이차계통 작동기체는 다시 증기발생기로 유입되는 폐쇄회로를 형성하면서 순환된다. 동력변환계통은 작동기체계통, 터빈계통, 증기발생계통, 주증기계통, 복수계통, 급수계통, 순환수계통 등으로 구성된다. GFR은 운전온도가 850°C 정도로 높으므로 그림에서 볼 수 있듯이 브레이톤 싸이클과 과열증기 사이클(super heated steam cycle)의 결합 싸이클(combined cycle)을 이용하여 열효율이 48% 이상으로 높다. 가스터빈을 거친 작동 유체는 온도와 압력이 높아 이를 활용하기 위해 추가로 연결된 삼차열전달계통으로 순환시켜 발전소의 전체 열효율을 향상시킨다.
- GFR 계통도 (출처: 2018 GIF 전문가그룹 회의)

### 잔열제거계통(Decay Heat Removal System)
잔열제거계통은 원자로의 안전을 보장하는 핵심계통 중 하나로, GFR에서는 기체인 He의 낮은 열전달 특성으로 인하여 피동적 잔열제거기능 확보가 용이하지 않다. 2001년 제4세대 원자로포럼 출범 이전의 GFR은 피동적 잔열제거보다는 급격한 일차열전달계통의 He 기압 감압율 또는 냉각재 상실사고의 확률을 감소시키는 설계를 채택하였다. 즉, 일차열전달계통에 속한 모든 기기, 계통, 배관을 콘크리트 속에 설치하고, 일차계통 loop을 금속선이 장착된 콘크리트로 재차 밀봉하여 He의 감압율 또는 손실을 줄이고자 하였다. 그러나 노심출력밀도가 클수록 경제성이 좋아지므로 노심출력밀도를 100W/cc 수준으로 올리기 위해서는 능동 잔열제거계통이 필요하다.
제4세대 원자로로 제안된 GFR은 능동계통인 디젤발전기로 잔열제거에 필요한 동력인 전기 공급 필요성을 낮추기 위하여, 일차열전달계통 전체를 일정한 압력이 유지되는 He pool 내에 둘 수 있는 [보호용기(Guard Vessel)]를 도입하였다. 일차계통에서 He의 누설이 발생하여도, 보호용기 내에서 약 5기압 정도의 기저압력(back pressure)이 일정 시간 동안 유지되도록 하여 안전등급인 비상열전달계통을 구동시켜 잔열을 제거하며 이후에는 자연대류만으로 잔열제거가 가능하도록 설계하고 있다. 아래 그림은 일차열전달 계통 전체를 감싸고 있는 구형의 보호용기를 보여준다. 감압이 된 경우(RBP loop)와 그렇지 않은 경우(RHP loop)에 대비한 별도의 잔열제거 루프가 있음을 알 수 있다. 감압이 된 경우에는, 잔열제거 성능은 보호용기가 제공하는 기저압력에 의존하게 된다. 보호용기로부터 원자로 격납용기로 He 누설경로가 다양할 수 있으므로 보호용기의 성능을 입증하는 것이 GFR 구현의 핵심요소가 될 수 있다. 전원 상실에 대비한 잔열제거 보완책으로 질소가스 충진계통을 이용하여 펌프를 가동시키는 개념도 접목되어 있다.
잔열제거계통 작동개념
- 감압이 없는 경우

- 주열교환기 loop을 차단
- 비상 잔열열교환기와 원자로용기 내 He을 폐쇄회로로 연결하여 펌프 및 자연 순환으로 노심을 냉각
- 감압 발생시

- 충진계통에서 질소를 주입
- 구형 보호용기가 제공하는 기저압력(5기압)으로 작동유체를 구동하며 하루 정도는 전지에서 공급되는 전기를 이용하여 펌프를 가동
- 하루 정도 경과 후에는 붕괴열이 10분의 1정도로 감소하므로 자연대류만으로 노심을 냉각
- GFR Spherical Guard Vessel (출처: GFR Risk and Safety White Paper)

### 핵연료취급계통
일차열전달계통은 70기압 정도로 압력이 가해져 있으므로 감압을 위해서는 별도의 저장 공간이 필요하다. 이에 따라 핵연료 재장전(교체)은 원자로용기 덮개(reactor vessel head)가 덮인 상태에서 원격으로 교체하는 것을 가정한다.

## 참고 문헌
- Technology Roadmap for Generation IV Reactors, 2014
- Gas-cooled Fast Reactor(GFR) Risk and Safety Assessment White Paper Rev.3, 2016